# Iliușin Il-2
Iliușin Il-2 (în rusă Илью́шин Ил-2, transliterat: Iliușin Il-2) Șturmovik (rusă Штурмовик, transliterat: șturmovik) a fost un avion de atac la sol în cel de-al Doilea Război Mondial fabricat de URSS într-un număr foarte mare, în combinație cu succesorul său, Il-10 s-au fabricat în total 42.330 bucăți.. Avionul nu a primit o denumire oficială, „șturmovik” însemnând doar „avion de atac la sol” în limba rusă. Cu acest număr a fost proiectul de avion fabricat în cel mai mare număr din toate timpurile și alături de Cessna 172 avionul pilotat produs în număr cel mai mare. 
Șturmovik este considerat cel mai bun avion de atac la sol în cel de-al Doilea Război Mondial, fiind destinat luptei antitanc, cu precizie foarte mare în picaj, armele sale fiind capabile să penetreze blindajul din partea de sus al tancurilor.
Il-2 a avut un rol crucial pe Frontul de Est.

## Proiectare și dezvoltare

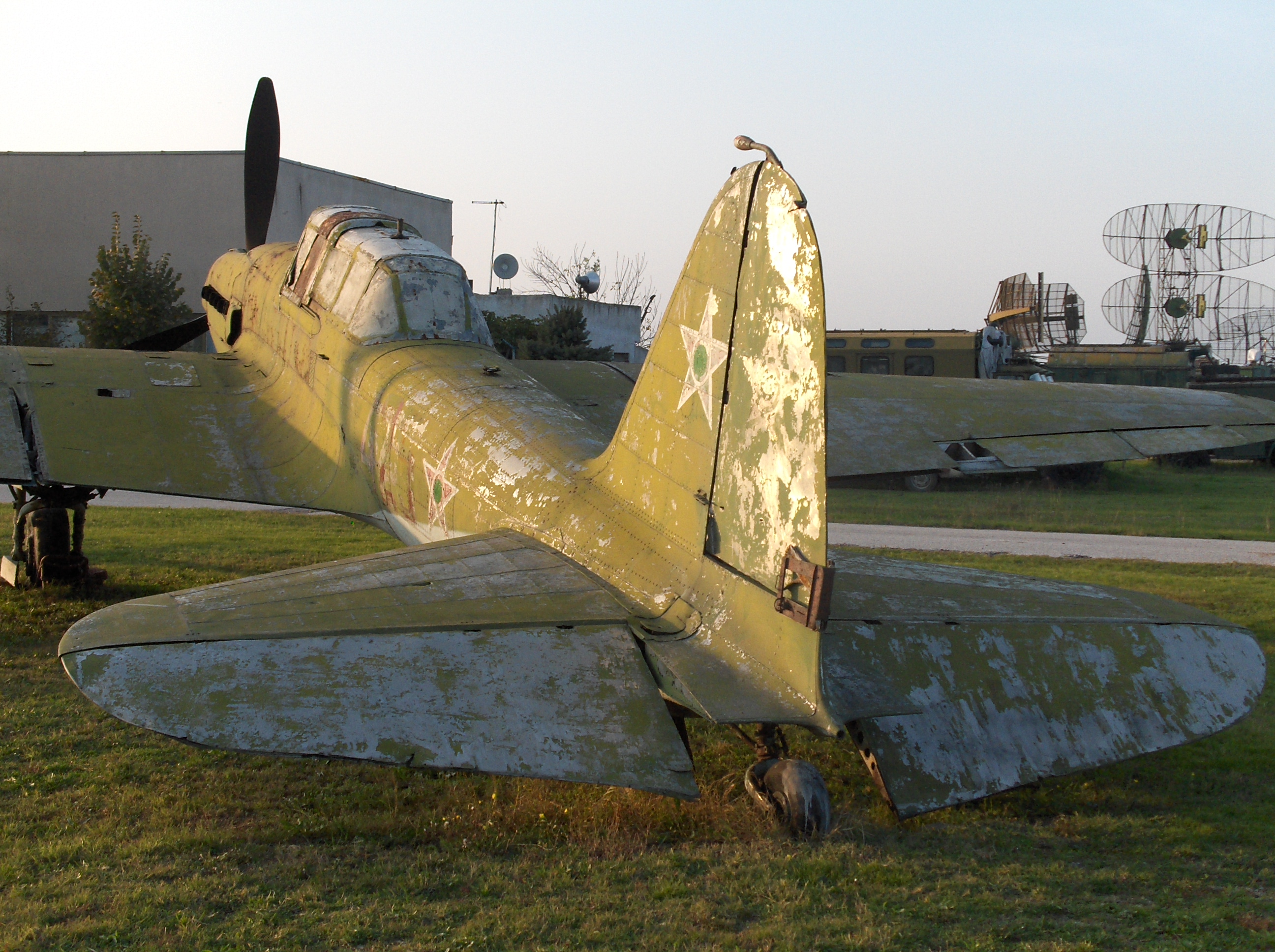
Il-2M la Muzeul Național de Aviație din Bulgaria

## Date tehnice
Caracteristici generale
- Echipaj: 2
- Lungime: 11,6 m
- Anvergură: 14,6 m
- Înălțime: 4,2m
- Suprafața aripilor: 38,5 m2
- Greutate gol : 4.360 kg
- Greutate încărcat: 6.160 kg

Planul unui Il-2:
vedere laterală
vedere de sus și vedere din față

- Motor: 1 x motor răcit cu aer V-12  de 1.285 kW (1.720 CP)

Performanțe
- Viteza maximă: 414 km/h
- Raza de acțiune: 720 km
- Plafon practic de zbor: 5.500 m
- Viteza de urcare: 10,4 m/s
- Sarcină unitară pe aripă: 160 kg/m2
- Putere/masă: 0,21 kW/kg

Armament
- 2x mitraliere fixe de 23mm VYa-23
- 2x mitraliere fixe de 7,62mm
- 600 kg bombe
- 8 x rachete RS-82 și 4x RS-132

## Operatori
Uniunea Sovietică